# HMS Kenilworth Castle (K420)
«Кенілворт Касл» (англ. HMS Kenilworth Castle (K420) — військовий корабель, корвет типу «Касл» Королівського військово-морського флоту Великої Британії за часів Другої світової війни.

## Історія створення
Корвет «Кенілворт Касл» був закладений 7 травня 1943 року на верфі компанії Smith's Dock Company у Редкар і Клівленді. 17 серпня 1943 року він був спущений на воду, а 22 листопада 1943 року увійшов до складу Королівських ВМС Великої Британії.

## Історія служби
Корабель брав активну участь у бойових діях на морі в Другій світовій війні, бився у Північній Атлантиці, біля берегів Франції, Англії, супроводжував атлантичні конвої. В ході війни служив у ескортних групах супроводу транспортних конвоїв. На рахунку корвета знищення двох підводних човнів противника: U-744 і U-1200.
6 березня 1944 року «Кенілворт Касл» у взаємодії з есмінцями «Ікарус», «Шод'єр», «Гатино», корветами «Феннель» та «Чілівок» і фрегатом «Св. Катаріна» після 31-годинного переслідування та атак німецького підводного човна U-744 змусили його спливти та здатись. Німецький екіпаж був підібраний канадськими моряками, а корабель затоплений.
11 листопада 1944 року британські корвети типу «Касл» «Кенілворт Касл», «Лонстон Касл», «Певенсі Касл» і «Портчестер Касл» потопили південніше Ірландії німецький підводний човен U-1200.